# Ashantina antennata
Ashantina antennata är en tvåvingeart som beskrevs av Kertesz 1914. Ashantina antennata ingår i släktet Ashantina och familjen vapenflugor. Inga underarter finns listade i Catalogue of Life.